# Thymos
Thymos (altgriechisch θυμός thymos, deutsch ‚Lebenskraft‘) ist ein Ausdruck für die Gemütsanlage eines Menschen.

## Begriffsherkunft
Thymos ist ein philosophisches Konzept, eingeführt von Platon als eine der drei menschlichen Grundmotivationen. In der Antike wurde der (sterbliche) Thymos von der (unsterblichen) Psyche (ψυχή) und vom Nous (νοῦς) unterschieden.
Die antike Medizin vermutete den Sitz des Gemütes im Zwerchfell.

## Anthropologische Hypothesen
Aus der Verwendung verschiedener Wörter für Teile der menschlichen Person und Persönlichkeit in den homerischen Epen zog Bruno Snell den Schluss, die Menschen hätten in dieser Epoche noch kein Ichbewusstsein im Sinne eines Bewusstseins der eigenständigen Handlungsfreiheit und Verantwortung besessen, sondern sich entweder von ihrem Thymos oder ihrem Nous, im Zweifelsfall aber von den Göttern gesteuert gesehen. Snells These wurde später von E. R. Dodds und Christopher Gill weitergedacht.

## Begriffliche Ableitungen
Vom Thymos leitet sich der Name des Thymus ab, eines früher auch „Wachstumsdrüse“ genannten, hinter dem Brustbein gelegenen drüsenartigen Gebildes in der Anatomie des Kindes- und Jugendalters, das sich nach der Geschlechtsreife zurückbildet.

### Thymopsyche
In der Psychologie wurde bisweilen der Begriff Thymopsyche („Gemütsseele“) verwendet, der den Anteil des Gemüts im Seelenleben bezeichnen sollte.

### Alexithymie
Der Begriff Alexithymie wurde in den 1970er Jahren von amerikanischen Psychiatern als Bezeichnung für das Phänomen der angeborenen oder erworbenen Gefühlsblindheit geprägt.

### Megalothymia und Isothymia
Thymos kann im Anschluss an die politische und ethische Philosophie Hegels (besonders in dem Traktat über Herrschaft und Knechtschaft) als das Streben der Menschen nach Anerkennung ihrer Leistung durch andere gedeutet werden. Indem dieses menschliche Geltungsstreben in eine rationale Form überführt wird, lassen sich unfruchtbare Macht- und Konkurrenzkämpfe Hegel zufolge in der liberalen, auf dem Gleichheitsgrundsatz aufbauenden Gesellschaftsordnung überwinden. Thymos bleibt dabei nicht unverändert erhalten, wird aber auch nicht völlig verleugnet, sondern als Antriebskraft für den Fortschritt der Geschichte in das hegelianische System eingebunden. Während Isothymia das Bedürfnis bezeichnet, als ein den Mitmenschen gleichwertiges Individuum anerkannt zu werden, ist Megalothymia der Wunsch, von anderen als überlegen erkannt zu werden. Francis Fukuyama, der dieses Begriffspaar entwickelt hat, meinte, das thymotische Streben des Menschen sei letztlich stets darauf gerichtet, als anderen Menschen überlegen anerkannt zu sein und dieses Verlangen in die Tat umzusetzen, sodass ihn das Postulat der Gleichwertigkeit aller Gesellschaftsglieder nie völlig zufriedenstellt. Auch jene Ausprägungen der Identitätspolitik, die seit Mitte der 2000er Jahre weltweit zum Aufstieg antiliberaler, rechtspopulistischer und nationalistischer Bewegungen geführt haben, sind Fukuyama zufolge „im Thymos verwurzelt“.